# Кубок мира по шашкам-64 2015
Кубок мира по шашкам-64 2015 — соревнование по шашкам, этапы которого проводятся в 2015 году. Всего планируется 7 этапов. Участие приняли 256 шашистов из 24 стран. Призовой фонд 3500 €.

## Очки
| Место                            | 1  | 2  | 3  | 4  | 5  | 6  | 7  | 8  | 9 | 10 | 11 | 12 | 13 | 14 | 15 | 16 и далее |
| -------------------------------- | -- | -- | -- | -- | -- | -- | -- | -- | - | -- | -- | -- | -- | -- | -- | ---------- |
| Классическая программа           | 35 | 30 | 27 | 24 | 21 | 18 | 15 | 12 | 9 | 8  | 7  | 6  | 5  | 4  | 3  | 1          |
| Быстрая и молниеносная программы | 10 | 9  | 8  | 7  | 6  | 5  | 4  | 3  | 2 | 1  | 1  | 1  | 1  | 1  | 1  | 1          |

## Призёры
| Номер этапа | Название                                        | Дата                           | Основная программа                                                                                      | Быстрая программа                                                                                     | Молниеносная программа                                                                               |
| ----------- | ----------------------------------------------- | ------------------------------ | --- | --- | --- |
| 1           | «Римини-2015»                                   | 13-20 июня Римини              | Русские шашки 14 участников (все Россия) 1. Владимир Скрабов 2. Дмитрий Цинман 3. Руслан Пещеров        | Итальянские шашки 15 участников из 2 стран 1. Дмитрий Цинман 2. Роберто Товагляро 3. Андрей Гнелицкий | Бразильские шашки 15 участников из 2 стран 1. Дмитрий Цинман 2. Антон Бурсук 3. Андрей Федотов       |
| 2           | «Кубок информационных технологий»               | 27 июня-2 июля Казань          | Русские шашки 53 участника из 10 стран 1. Дмитрий Цинман 2. Сергей Белошеев 3. Андрей Федотов           | ----------                                                                                            | Русские шашки 63 участника из 8 стран 1. Евгений Кондраченко 2. Дмитрий Цинман 3. Денис Шогин        |
| 3           | «Белые Ночи-2015»                               | 4-12 июля Санкт-Петербург      | Русские шашки 52 участника из 5 стран 1. Владимир Скрабов 2. Сергей Белошеев 3. Руслан Пещеров          | ----------                                                                                            | Бразильские шашки 48 участников из 10 стран 1. Сергей Белошеев 2. Дмитрий Цинман 3. Владимир Скрабов |
| 4           | «Пардубице-2015»                                | 18-24 июля Пардубице           | Русские шашки 20 участников из 5 стран 1. Вилиус Алекнавичус 2. Владимир Скрабов 3. Андрей Валюк        | Чешские шашки 31 участник из 3 стран 1. Филипп Карета 2. Андрей Федотов 3. Виктор Егоров              | ----------                                                                                           |
| 5           | «France-2015»                                   | 8-15 августа Бом-ле-Дам        | Бразильские шашки 16 участников из 4 стран 1. Дмитрий Мельников 2. Геннадий Шапиро 3. Екатерина Иванова | ----------                                                                                            | Русские шашки 12 участников из 4 стран 1. Дмитрий Мельников 2. Геннадий Шапиро 3. Ющак Кшиштоф       |
| 6           | Международный турнир «Португалия-2015»          | 31 октября-8 ноября Португалия | Русские шашки 22 участника из 2 стран 1. Владимир Скрабов 2. Руслан Пещеров 3. Дмитрий Мельников        | Португальские шашки 28 участников из 3 стран 1. Адил Белямани 2. Smine Miloud 3. Carlos Anjos Jose    | Бразильские шашки 25 участников из 3 стран 1. Владимир Скрабов 2. Ника Леопольдова 3. Руслан Пещеров |
| 7           | Финал Кубка мира «Турнир Памяти Василия Сокова» | 6-13 декабря Санкт-Петербург   | Русские шашки 59 участников из 9 стран 1. Сергей Белошеев 2. Муродулло Амриллаев 3. Евгений Кондраченко | ----------                                                                                            | Русские шашки 58 участников из 5 стран 1. Владимир Скрабов 2. Андрей Федотов 3. Дамир Рысаев         |

## Итоговое положение (первые 50 спортсменов)
| Место | Участник             | Страна     | Звание                     | Очки  |
| ----- | -------------------- | ---------- | -------------------------- | ----- |
| 1     | Владимир Скрабов     | Россия     | международный гроссмейстер | 215,5 |
| 2     | Дмитрий Цинман       | Россия     | международный гроссмейстер | 170,5 |
| 3     | Андрей Федотов       | Россия     | мастер спорта              | 157   |
| 4     | Дмитрий Мельников    | Россия     | мастер ФМЖД                | 144   |
| 5     | Руслан Пещеров       | Россия     | мастер ФМЖД                | 135,5 |
| 6     | Сергей Белошеев      | Россия     | международный гроссмейстер | 116,5 |
| 7     | Екатерина Иванова    | Россия     | мастер ФМЖД (женщины)      | 77    |
| 8     | Евгений Кондраченко  | Беларусь   | международный гроссмейстер | 79,5  |
| 9     | Геннадий Шапиро      | Германия   | международный гроссмейстер | 55    |
| 10    | Дамир Рысаев         | Россия     | мастер ФМЖД                | 42    |
| 11    | Виктор Макаров       | Россия     | мастер спорта              | 42    |
| 12    | Анна Филипенко       | Россия     |                            | 38    |
| 13    | Вилиус Алекнавичус   | Литва      | мастер ФМЖД                | 35    |
| 14    | Виктор Егоров        | Россия     | международный гроссмейстер | 33    |
| 15-16 | Антон Бурсук         | Россия     | мастер ФМЖД                | 31    |
| 15-16 | Владислав Мазур      | Украина    | международный мастер       | 31    |
| 17    | Лоран Франк          | Франция    | мастер спорта              | 30    |
| 18    | Андрей Гнелицкий     | Россия     | мастер ФМЖД                | 30    |
| 19    | Ющак Кшиштоф         | Польша     |                            | 29    |
| 20    | Ника Леопольдова     | Россия     | мастер ФМЖД                | 28    |
| 21    | Андрей Валюк         | Беларусь   | международный гроссмейстер | 27    |
| 22    | Светлана Стрельцова  | Россия     |                            | 23    |
| 23    | Михаил Семенюк       | Беларусь   | мастер спорта              | 25    |
| 24-26 | Артём Агейкин        | Россия     | мастер спорта              | 24    |
| 24-26 | Николай Стручков     | Россия     | международный гроссмейстер | 24    |
| 24-26 | Михаил Горюнов       | Россия     | международный мастер       | 24    |
| 27    | Виталий Еголин       | Россия     | мастер спорта              | 23    |
| 28    | Дмитрий Ганопольский | Израиль    | мастер ФМЖД                | 22    |
| 29-30 | Шамиль Гаязов        | Россия     | мастер спорта              | 21    |
| 29-30 | Михаил Фёдоров       | Россия     | международный гроссмейстер | 21    |
| 31    | Ксения Камышанская   | Россия     |                            | 19    |
| 32    | Стефан Фоше          | Франция    | мастер спорта              | 18    |
| 33-34 | Тангу Мессон         | Франция    |                            | 17    |
| 33-34 | Луиш Карвальо        | Португалия |                            | 17    |
| 35-40 | Ли Джин Ксин         | Китай      |                            | 15    |
| 35-40 | Луиш Са              | Португалия |                            | 15    |
| 35-40 | Жозе Карлос          | Португалия |                            | 15    |
| 35-40 | Денис Шогин          | Россия     | международный мастер       | 15    |
| 35-40 | Андрей Калачников    | Россия     | мастер ФМЖД                | 15    |
| 35-40 | Жаки Бруан           | Франция    |                            | 15    |
| 41    | Муродулло Амриллаев  | Россия     | международный гроссмейстер | 13,5  |
| 42-43 | Николай Гуляев       | Россия     | мастер ФМЖД                | 13    |
| 42-43 | Адил Беламани        | Марокко    |                            | 13    |
| 44    | Мария Крискевич      | Россия     |                            | 13    |
| 45    | Андрей Усманов       | Россия     |                            | 13    |
| 46    | Илья Бельский        | Россия     |                            | 12    |
| 47    | Кирилл Дублин        | Россия     |                            | 12    |
| 48-50 | Мануэль Важ Виера    | Португалия | гроссмейстер               | 11    |
| 48-50 | Жиль Таилланде       | Франция    |                            | 11    |
| 48-50 | Жаки Ханначи         | Франция    |                            | 11    |